# Brian Noonan
Brian Noonan, född 29 maj 1965 i Boston  är en amerikansk före detta professionell ishockeyforward som tillbringade tolv säsonger i den nordamerikanska ishockeyligan National Hockey League (NHL), där han spelade för ishockeyorganisationerna Chicago Blackhawks, New York Rangers, St. Louis Blues, Vancouver Canucks och Phoenix Coyotes. Han producerade 275 poäng (116 mål och 159 assists) samt drog på sig 517 utvisningsminuter på 629 grundspelsmatcher. Noonan spelade också för Nova Scotia Oilers i American Hockey League (AHL), Saginaw Generals, Saginaw Hawks, Indianapolis Ice och Chicago Wolves i International Hockey League (IHL) och New Westminster Bruins i Western Hockey League (WHL).
Han draftades av Chicago Black Hawks i nionde rundan i 1983 års draft som 179:e spelare totalt.
Noonan vann Stanley Cup med New York Rangers för säsongen 1993–1994.

## Statistik
| 1982–1983  | Archbishop Williams Bishops |            | 21  | 26  | 17  | 43  | —   | —  | —  | —  | —  | —  |
| 1983–1984  | Archbishop Williams Bishops |            | 17  | 14  | 23  | 37  | —   | —  | —  | —  | —  | —  |
| 1984–1985  | New Westminster Bruins      | WHL        | 72  | 50  | 66  | 116 | 76  | 11 | 8  | 7  | 15 | 4  |
| 1985–1986  | Saginaw Generals            | IHL        | 76  | 39  | 39  | 78  | 69  | 11 | 6  | 3  | 9  | 8  |
|            | Nova Scotia Oilders         | AHL        | 2   | 0   | 0   | 0   | 0   | —  | —  | —  | —  | —  |
| 1986–1987  | Nova Scotia Oilders         | AHL        | 70  | 25  | 26  | 51  | 30  | 5  | 3  | 1  | 4  | 4  |
| 1987–1988  | Chicago Blackhawks          | NHL        | 77  | 10  | 20  | 30  | 44  | 3  | 0  | 0  | 0  | 4  |
| 1988–1989  | Chicago Blackhawks          | NHL        | 45  | 4   | 12  | 16  | 28  | 1  | 0  | 0  | 0  | 0  |
|            | Saginaw Hawks               | IHL        | 19  | 18  | 13  | 31  | 36  | 1  | 0  | 0  | 0  | 0  |
| 1989–1990  | Chicago Blackhawks          | NHL        | 8   | 0   | 2   | 2   | 6   | —  | —  | —  | —  | —  |
|            | Indianapolis Ice            | IHL        | 56  | 40  | 36  | 76  | 85  | 14 | 6  | 9  | 15 | 20 |
| 1990–1991  | Chicago Blackhawks          | NHL        | 7   | 0   | 4   | 4   | 2   | —  | —  | —  | —  | —  |
|            | Indianapolis Ice            | IHL        | 59  | 38  | 53  | 91  | 67  | 7  | 6  | 4  | 10 | 18 |
| 1991–1992  | Chicago Blackhawks          | NHL        | 65  | 19  | 12  | 31  | 81  | 18 | 6  | 9  | 15 | 30 |
| 1992–1993  | Chicago Blackhawks          | NHL        | 63  | 16  | 14  | 30  | 81  | 4  | 3  | 0  | 3  | 4  |
| 1993–1994  | Chicago Blackhawks          | NHL        | 64  | 14  | 21  | 35  | 57  | —  | —  | —  | —  | —  |
|            | New York Rangers            | NHL        | 12  | 4   | 2   | 6   | 12  | 22 | 4  | 7  | 11 | 17 |
| 1994–1995  | New York Rangers            | NHL        | 45  | 14  | 13  | 27  | 26  | 5  | 0  | 0  | 0  | 8  |
| 1995–1996  | St. Louis Blues             | NHL        | 81  | 13  | 22  | 35  | 84  | 13 | 4  | 1  | 5  | 10 |
| 1996–1997  | St. Louis Blues             | NHL        | 13  | 2   | 5   | 7   | 0   | —  | —  | —  | —  | —  |
|            | New York Rangers            | NHL        | 44  | 6   | 9   | 15  | 28  | —  | —  | —  | —  | —  |
|            | Vancouver Canucks           | NHL        | 16  | 4   | 8   | 12  | 6   | —  | —  | —  | —  | —  |
| 1997–1998  | Vancouver Canucks           | NHL        | 82  | 10  | 15  | 25  | 62  | —  | —  | —  | —  | —  |
| 1998–1999  | Phoenix Coyotes             | NHL        | 7   | 0   | 0   | 0   | 0   | 5  | 0  | 2  | 2  | 4  |
|            | Indianapolis Ice            | IHL        | 82  | 10  | 15  | 25  | 62  | —  | —  | —  | —  | —  |
| 1999–2000  | Chicago Wolves              | IHL        | 80  | 30  | 32  | 62  | 80  | 16 | 4  | 7  | 11 | 10 |
| 2000–2001  | Chicago Wolves              | IHL        | 82  | 21  | 32  | 53  | 103 | 16 | 1  | 6  | 7  | 38 |
| NHL totalt | NHL totalt                  | NHL totalt | 629 | 116 | 159 | 275 | 517 | 71 | 17 | 19 | 36 | 77 |
| AHL totalt | AHL totalt                  | AHL totalt | 72  | 25  | 26  | 51  | 30  | 5  | 3  | 1  | 4  | 4  |
| IHL totalt | IHL totalt                  | IHL totalt | 437 | 205 | 249 | 454 | 568 | 65 | 23 | 29 | 52 | 94 |